# 즈루 홀리데이
즈루 랜들 홀리데이(영어: Jrue Randall Holiday, 1990년 6월 12일~)는 미국의 농구 선수로 포지션은 콤보 가드이다. 현재 NBA 포틀랜드 트레일블레이저스 소속으로 뛰고 있다. 2009년 NBA 드래프트 1라운드에서 전체 17위로 필라델피아 세븐티식서스에게 지명되었다. 2021년 밀워키 벅스 소속으로 NBA 우승을 차지했으며 NBA 올스타에 2회 선정되었다.
국제 대회에 미국 대표팀 선수로 활약하여 도쿄에서 열린 2020년 하계 올림픽에서 금메달을 획득했다.
동생인 저스틴과 에런도 NBA에서 활약하는 농구 선수이다.